# St. Bonifatius (Wunstorf)
St. Bonifatius ist eine katholische Pfarrkirche in Wunstorf in der Region Hannover. Ihre Pfarrgemeinde gehört zum Dekanat Hannover des Bistums Hildesheim. Die in der Hindenburgstraße 17 gelegene Kirche wurde 1954 nach Plänen von Josef Fehlig erbaut.

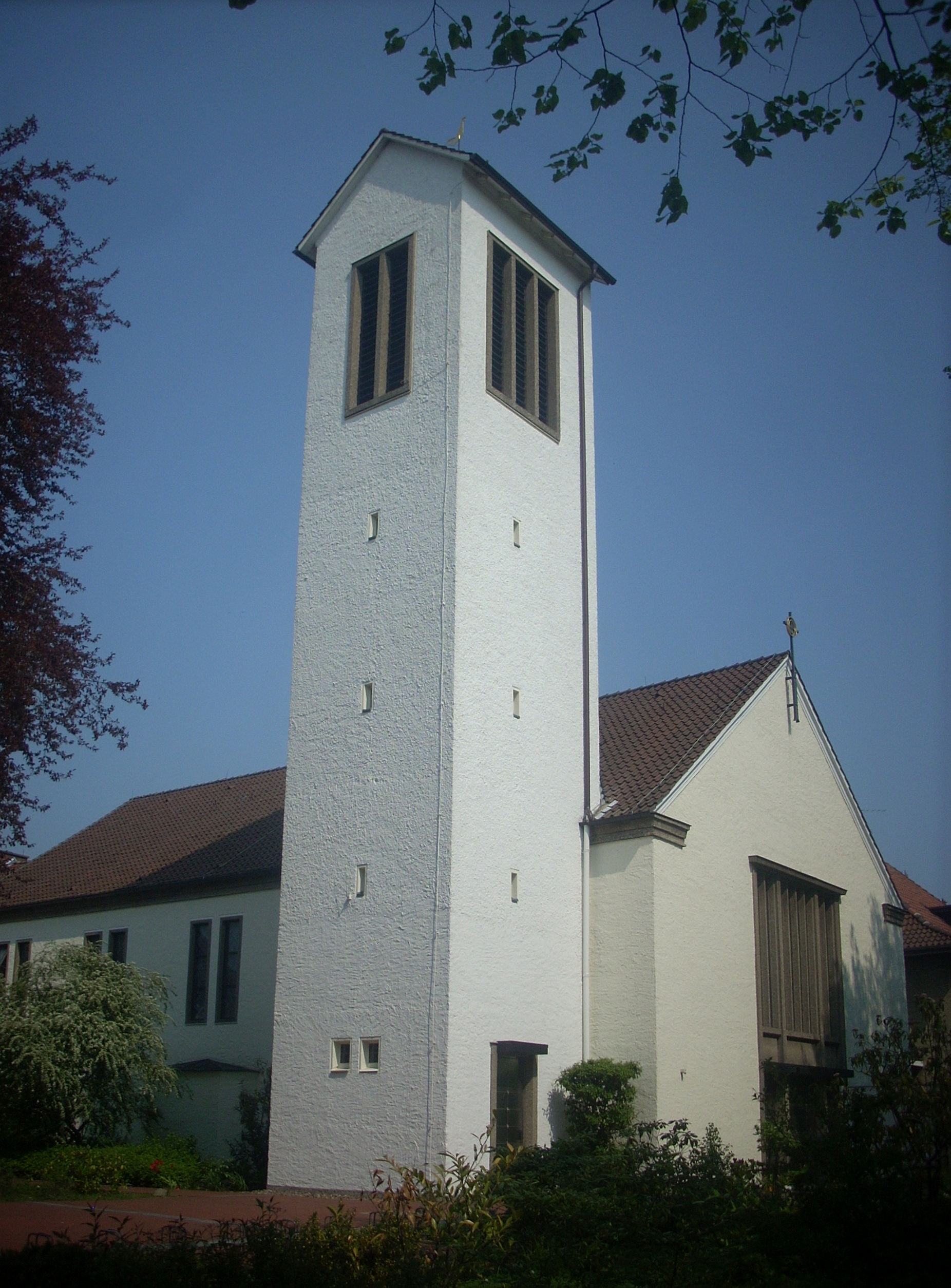
Kath. Pfarrkirche St. Bonifatius

## Geschichte
Die Geschichte der römisch-katholischen Gemeinde begann im 19. Jahrhundert mit dem Zuzug katholischer Land- und Industriearbeiter, die zunächst von Nienburg, später von Neustadt am Rübenberge aus seelsorglich betreut wurden. 
Am 4. Januar 1884 fand in einem Korridor des 1880 gegründeten Wunstorfer Landeskrankenhauses, dem heutigen KRH Psychiatrie Wunstorf, der erste katholische Gottesdienst nach der Reformation statt. Spätere katholische Gottesdienste wurden in der Kapelle des Landeskrankenhauses gefeiert.
1903 wurde an der Bahnhofstraße die neu errichtete Missionskapelle eingeweiht. Sie erhielt den Namen des heiligen Bonifatius. Wegen der Arbeitsplätze in der Landwirtschaft, beim Bau des Mittellandkanals und der Reichsautobahn 2 sowie des Fliegerhorstes zogen weitere Katholiken nach Wunstorf.

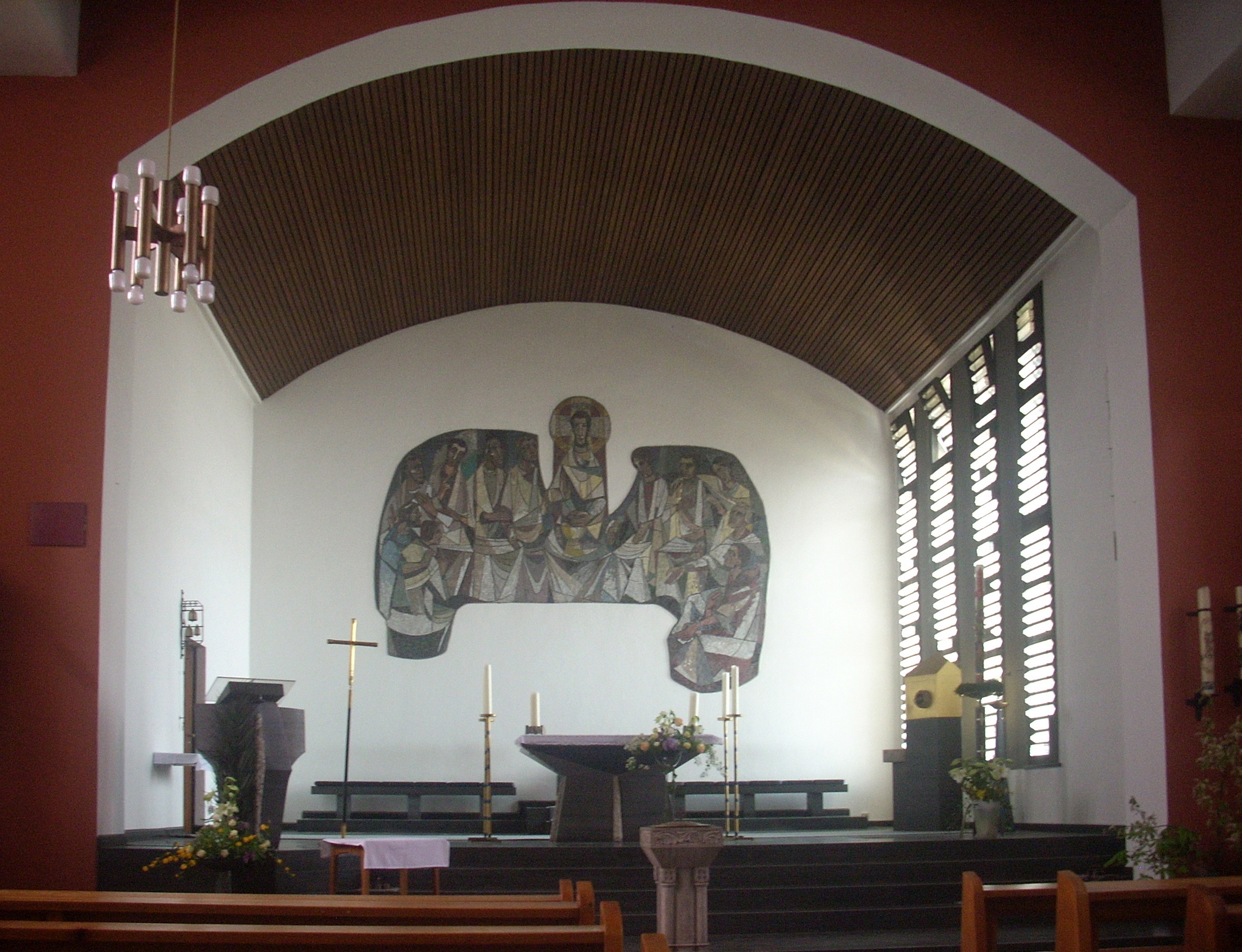
Inneres, Altarraum

Der Zustrom von Flüchtlingen und die Zuweisung von Heimatvertriebenen ab 1946 ließ die Gemeinde von ca. 100 auf über 2.000 Gläubige anwachsen. Unter Pfarrer Georg Kliche wurde die zu klein gewordene Kapelle abgerissen. Am 28. November 1954 weihte Bischof Joseph Godehard Machens an gleicher Stelle die neue Kirche ein. Sie ist ein geräumiger, weiß verputzter Saalbau mit Satteldach, flacher Decke und eingezogenem tonnengewölbtem Altarraum. Der rechteckige Glockenturm steht neben der nach Süden ausgerichteten Portalfront. Die Gemeinde wurde 1956 zur Kuratie, 1964 zur Pfarrei erhoben. Pfarrer Werner Langer hat nach dem II. Vatikanum und entsprechend der Liturgiereform Anpassungen und Modernisierungen durchgeführt. Das Altarbild und das Fenster beim Taufbecken gestaltete der Künstler Claus Kilian. 
Im Turm hängt die Glocke der Missionskapelle aus dem Jahre 1907 und seit 2014 die Glocke der 2012 abgerissenen Luther Filialkirche. Das Geläut wurde 2014 mit einer Glocke aus der Glocken- und Kunstgießerei Rincker, gegossen im Juni 2014, ergänzt; die Glockenweihe vollzog am 19. September 2014 der Bischof Norbert Trelle.
Zur Pfarrei gehören seit dem 1. September 2008 auch die Kirchen St. Hedwig in Steinhude und St. Marien in Rehburg sowie seit dem 1. September 2012 auch die Kirche St. Konrad von Parzham in Bokeloh. Die 1970/71 errichtete Filialkirche Heilig Kreuz in Luthe wurde 2010 profaniert. 
Die Gemeinde war und ist geprägt durch ein reges Gemeindeleben: 1952 Gründung eine Pfadfinderstammes in der DPSG, später Gründungen von Jungschar und Frohschar, KAB, Pfarrbücherei und Kirchchor. Erste gute ökumenische Kontakte entstanden durch die Öffnung der Stiftskirche für die katholischen Sonntagsgottesdienste während des Baus der neuen Kirche. Aus der Gemeinde kamen die Priester Nikolaus Wyrwoll und Heinrich Metzner. Durch Pfarrer Langer die benachbarte Villa, Hausnummer 15, für Gemeindeaktivitäten erworben und gestaltet. Später erfolgte ihr Abriss und der Bau des Gemeindehauses „Haus 15“. Im Wohngebiet Barne errichtete er drei Häuser mit 24 Altenwohnungen. Das Heim der DPSG und eine Kindertagesstätte befindet sich in der Frankestraße 11. Weitere Kindertagesstätten der Pfarrgemeinde sind in der Hindenburgstr. 17, der Amtsstraße 37 und in Neustadt, Wunstorfer Straße 17.
Seit der Wende besteht eine Partnerschaft mit der Gemeinde St. Josef in Wolmirstedt (Sachsen-Anhalt).